# Jan Krušina II. z Lichtenburka
Jan Krušina II. z Lichtenburka (14. století? – 1360 až 1373?) byl český šlechtic z krušinovské větve rodu Lichtenburků.

## Život
Narodil se jako syn Jana Krušiny I. z Lichtenburka a jeho manželky Evy. Měl bratra Čeňka Krušinu z Lichtenburka. Jan Krušina II. v pramenech vystoupil pouze roku 1360, a to spolu se svým bratrem na listině Čeňka z Lipé vydané ve prospěch augustiniánů v Moravském Krumlově. V roce 1373 byl Jan Krušina již zmíněn jako nebožtík.